# Galatasaray Istanbul/Saison 2001/02
Die Saison 2001/02 von Galatasaray Istanbul war die 94. Saison in der Vereinsgeschichte und die 44. Saison in der türkischen Liga, der Süper Lig. Der Klub beendete die Saison auf dem 1. Platz und wurde zum 15 Mal türkischer Meister. Die Türkiye Kupası endete für Galatasaray Istanbul in der 3. Hauptrunde. In der UEFA Champions League schieden die Gelb-Roten in der 2. Gruppenphase aus.

## Personalien

### Kader
| Nr.        | Nat.               | Name             | Geburtsdatum  | im Verein seit | vorheriger Verein           |
| Torhüter   | Torhüter           | Torhüter         | Torhüter      | Torhüter       | Torhüter                    |
| ---------- | ------------------ | ---------------- | ------------- | -------------- | --------------------------- |
| 01         | Kolumbien Libanon  | Faryd Mondragón  | 21. Juni 1971 | 2001           | FC Metz                     |
| 16         | Turkei             | Kerem İnan       | 25. März 1980 | 1998           | eigene Jugend               |
| 61         | Turkei             | Mehmet Bölükbaşı | 24. Aug. 1978 | 1998           | Kayserispor                 |
| Abwehr     |                    |                  |               |                |                             |
| 02         | Turkei             | Vedat İnceefe    | 1. Apr. 1974  | 1996           | Karabükspor                 |
| 03         | Turkei             | Bülent Korkmaz   | 24. Nov. 1968 | 1987           | eigene Jugend               |
| 05         | Turkei             | Emre Aşık        | 13. Dez. 1973 | 2000           | İstanbulspor                |
| 14         | Kolumbien Turkei   | Gustavo Victoria | 14. Mai 1980  | 2001           | Deportivo Cali              |
| 15         | Frankreich Spanien | Sébastien Pérez  | 24. Nov. 1973 | 2001           | Olympique Marseille         |
| 30         | Turkei             | Sabri Sarıoğlu   | 26. Juli 1984 | 2001           | eigene Jugend               |
| 35         | Brasilien          | Capone           | 23. Mai 1972  | 1999           | EC Juventude                |
| 53         | Kolumbien          | Jersson González | 16. Jan. 1975 | 2002           | América de Cali             |
| 67         | Turkei             | Ergün Penbe      | 17. Mai 1972  | 1993           | Gençlerbirliği Ankara       |
| Mittelfeld |                    |                  |               |                |                             |
| 04         | Brasilien Turkei   | João Batista     | 4. März 1975  | 2002           | Gaziantepspor               |
| 08         | Turkei             | Suat Kaya        | 26. Aug. 1967 | 1992           | Konyaspor                   |
| 11         | Turkei             | Hasan Şaş        | 1. Aug. 1976  | 1998           | MKE Ankaragücü              |
| 12         | Turkei Belgien     | Bülent Akın      | 28. Aug. 1978 | 2000           | Denizlispor                 |
| 13         | Turkei             | Sergen Yalçın    | 5. Nov. 1972  | 2001           | Siirtspor                   |
| 18         | Turkei             | Ayhan Akman      | 23. Feb. 1977 | 2001           | Beşiktaş Istanbul           |
| 23         | Kolumbien Italien  | Andrés Fleurquín | 8. Feb. 1975  | 2001           | SK Sturm Graz               |
| Angriff    |                    |                  |               |                |                             |
| 06         | Turkei             | Arif Erdem       | 2. Jan. 1972  | 2000           | Real Sociedad San Sebastián |
| 07         | Turkei Deutschland | Berkant Göktan   | 12. Dez. 1980 | 2001           | FC Bayern München           |
| 09         | Turkei Deutschland | Ümit Karan       | 1. Okt. 1976  | 2001           | Gençlerbirliği Ankara       |
| 25         | Turkei             | Murat Sözkesen   | 1. Apr. 1975  | 2001           | Bursaspor                   |
| 26         | Rumänien           | Radu Niculescu   | 2. März 1975  | 2002           | FC Național Bukarest        |
| 55         | Turkei             | Serkan Aykut     | 24. Feb. 1975 | 2000           | Samsunspor                  |

#### Transfers
| Zugänge | Abgänge |
| --- | --- |
| Sommer 2001 - Ayhan Akman (Beşiktaş Istanbul) - Andrés Fleurquín (SK Sturm Graz) a. - Berkant Göktan (FC Bayern München) - Pavel Horváth (Sporting Lissabon) - Ümit Karan (Gençlerbirliği Ankara) - Faryd Mondragón (FC Metz) - Mbo Mpenza (Sporting Lissabon) - Erhan Namlı (Trabzonspor) - Sébastien Pérez (Olympique Marseille) a. - Sabri Sarıoğlu (eigene Jugend) - Robert Špehar (Sporting Lissabon) - Gustavo Victoria (Deportivo Cali) a. - Sergen Yalçın (Siirtspor) a. - Özkan Yılmaz (eigene Jugend) Winter 2001/02 - João Batista (Gaziantepspor) - Jersson González (América de Cali) - Radu Niculescu (FC Național Bukarest) a. - Murat Sözkesen (Bursaspor) a. | Sommer 2001 - Burak Akdiş (Karabükspor) a. - Fatih Akyel (RCD Mallorca) - Saffet Akyüz (Antalyaspor) - Emre Belözoğlu (Inter Mailand) - Okan Buruk (Inter Mailand) - Osman Coşkun (Karriere beendet) - Ümit Davala (AC Mailand) - Emrah Eren (Gaziantepspor) a. - Mehmet Gönülaçar (Erzurumspor) a. - Gheorghe Hagi (Karriere beendet) - Mário Jardel (Sporting Lissabon) - Márcio Mixirica (Boavista Porto) - Ceyhun Müderrisoğlu (Vereinslos) - Gheorghe Popescu (US Lecce) - Cláudio Taffarel (AC Parma) - Orkun Uşak (Elazığspor) - Ahmet Yıldırım (Beşiktaş Istanbul) - Özkan Yılmaz (Antalyaspor) Winter 2001/02 - Faruk Atalay (Bursaspor) a. - Mehmet Gönülaçar (Batman Petrolspor) a. - Pavel Horváth (FK Teplice) - Mbo Mpenza (Excelsior Mouscron) - Erhan Namlı (Çaykur Rizespor) a. - Robert Špehar (Standard Lüttich) - Ufuk Talay (Olympique Nîmes) - Alper Tezcan (Elazığspor) - Hakan Ünsal (Blackburn Rovers) |

## Spielkleidung
| Heim | Auswärts | Ausweich |

- Ausrüster: Lotto
- Trikotsponsor: Aria

## Saison
Alle Ergebnisse aus Sicht von Galatasaray Istanbul.
Die Tabelle listet alle Süper-Lig-Spiele des Vereins der Saison 2001/02 auf. Siege sind grün, Unentschieden gelb und Niederlagen rot markiert.

### Süper Lig
| ST | Datum              | Gegner                | Ort                               | Ergebnis  | Tor(e) für Galatasaray Istanbul                                                                           | Karte(n) für Galatasaray Istanbul                                                                            |
| -- | ------------------ | --------------------- | --------------------------------- | --------- | --- | --- |
| 01 | 12. August 2001    | Gaziantepspor         | Kamil Ocak Stadı, Gaziantep       | 1:1 (1:1) | 1:1 Yalçın (42.)                                                                                          | Yalçın (5.), Kaya (23.), Korkmaz (61.), Kaya (69.)                                                           |
| 02 | 18. August 2001    | Denizlispor           | Ali Sami Yen Stadyumu, Istanbul   | 1:0 (0:0) | 1:0 Penbe (59.)                                                                                           | Akın (72.), Mondragón (89.)                                                                                  |
| 03 | 26. August 2001    | Çaykur Rizespor       | Atatürk Stadı, Rize               | 6:3 (3:0) | 1:0 Erdem (15.), 2:0 Aykut (20.), 3:0 Davala (23.), 4:0 Davala (54.), 5:1 Erdem (62.), 6:2 Erdem (82.)    | Aşık (19.), Akman (72.), Korkmaz (37.)                                                                       |
| 04 | 8. September 2001  | Antalyaspor           | Ali Sami Yen Stadyumu, Istanbul   | 2:1 (1:0) | 1:0 Yalçın (18.), 2:1 Karan (90.+4')                                                                      | Aykut (56.)                                                                                                  |
| 05 | 15. September 2001 | Malatyaspor           | İnönü Stadı, Malatya              | 2:0 (2:0) | 1:0 Kaya (4.), 2:0 Korkmaz (25.)                                                                          | Yalçın (29.), Fleurquín (30.)                                                                                |
| 06 | 22. September 2001 | Fenerbahçe Istanbul   | Ali Sami Yen Stadyumu, Istanbul   | 2:0 (0:0) | 1:0 Akın (54.), 2:0 Aykut (81. Foulelfmeter)                                                              | Akın (63.)                                                                                                   |
| 07 | 30. September 2001 | Gençlerbirliği Ankara | 19 Mayıs Stadı, Ankara            | 3:1 (1:1) | 1:0 Yalçın (20.), 2:1 Erdem (60.), 3:1 Erdem (70.)                                                        | keine |
| 08 | 12. Oktober 2001   | Göztepe Izmir         | Ali Sami Yen Stadyumu, Istanbul   | 4:1 (2:1) | 1:0 İnceefe (1.), 2:0 Aykut (3.), 3:1 Erdem (67.), 4:1 Aykut (73.)                                        | İnan (50.), Pérez (53.)                                                                                      |
| 09 | 21. Oktober 2001   | Beşiktaş Istanbul     | İnönü Stadı, Istanbul             | 2:2 (0:2) | 1:2 Fleurquín (61.), 2:2 Erdem (77.)                                                                      | Akın (12.), Mondragón (26.), Fleurquín (50.), Aşık (74.)                                                     |
| 10 | 27. Oktober 2001   | Trabzonspor           | Ali Sami Yen Stadyumu, Istanbul   | 3:1 (2:1) | 1:0 Aykut (21. Foulelfmeter), 2:1 Erdem (41.), 3:1 Aykut (59. Foulelfmeter)                               | Aşık (77.), Akman (83.)                                                                                      |
| 11 | 2. November 2001   | Bursaspor             | Atatürk Stadı, Bursa              | 0:5 (0:2) | keine | Atalay (38.), Fleurquín (55.), Erdem (73.)                                                                   |
| 12 | 17. November 2001  | Diyarbakırspor        | Ali Sami Yen Stadyumu, Istanbul   | 5:1 (2:0) | 1:0 Karan (6.), 2:0 Karan (23.), 3:0 Yalçın (48.), 4:0 Erdem (52.), 5:0 Korkmaz (55.)                     | Ünsal (22.), Erdem (35.), Fleurquín (75.)                                                                    |
| 13 | 24. November 2001  | Samsunspor            | Ali Sami Yen Stadyumu, Istanbul   | 2:0 (2:0) | 1:0 Yalçın (30.), 2:0 Yalçın (35. Handelfmeter)                                                           | Pérez (84.)                                                                                                  |
| 14 | 30. November 2001  | İstanbulspor          | Ali Sami Yen Stadyumu, Istanbul   | 4:1 (1:0) | 1:0 Akın (10.), 2:0 Erdem (49.), 3:0 Aykut (59.), 4:1 Erdem (88.)                                         | keine |
| 15 | 9. Dezember 2001   | MKE Ankaragücü        | 19 Mayıs Stadı, Ankara            | 1:2 (0:1) | 1:2 Aykut (89.)                                                                                           | Mondragón (10.) Erdem (42.), Karan (65.), Aşık (85.)                                                         |
| 16 | 23. Dezember 2001  | Yimpaş Yozgatspor     | Şehir Stadı                       | 3:3 (1:1) | 1:0 Victoria (13.), 2:3 Yalçın (81.), 3:3 Göktan (87. Handelfmeter)                                       | Yalçın (81.)                                                                                                 |
| 17 | 15. Januar 2002    | Kocaelispor           | Ali Sami Yen Stadyumu, Istanbul   | 5:1 (3:1) | 1:0 João Batista (20.), 2:0 Karan (23.), 3:1 Haspolatlı (42. Eigentor), 4:1 Göktan (51.), 5:1 Pérez (81.) | Şaş (10.), Aşık (34.), Göktan (51.), Pérez (64.)                                                             |
| 18 | 19. Januar 2002    | Gaziantepspor         | Ali Sami Yen Stadyumu, Istanbul   | 2:0 (2:0) | 1:0 Karan (13.), 2:0 Korkmaz (29.)                                                                        | Penbe (25.), Korkmaz (32.), Akın (75.)                                                                       |
| 19 | 23. Januar 2002    | Denizlispor           | Atatürk Stadı, Denizli            | 1:1 (0:0) | 1:1 Erdem (75.)                                                                                           | Korkmaz (38.), Aşık (64.)                                                                                    |
| 20 | 27. Januar 2002    | Çaykur Rizespor       | Ali Sami Yen Stadyumu, Istanbul   | 4:1 (2:1) | 1:0 Göktan (22. Foulelfmeter), 2:1 Erdem (45.), 3:1 Karan (52.), 4:1 Erdem (72.)                          | Göktan (28.), Capone (63.)                                                                                   |
| 21 | 3. Februar 2002    | Antalyaspor           | Atatürk Stadı, Antalya            | 1:1 (0:0) | 1:0 Göktan (74.)                                                                                          | Erdem (88.)                                                                                                  |
| 22 | 8. Februar 2002    | Malatyaspor           | Ali Sami Yen Stadyumu, Istanbul   | 1:0 (0:0) | 1:0 Sözkesen (60.), 2:0 Korkmaz (25.)                                                                     | Akın (9.), Pérez (42.), Pérez (80.)                                                                          |
| 23 | 16. Februar 2002   | Fenerbahçe Istanbul   | Şükrü Saracoğlu Stadı, Istanbul   | 0:1 (0:1) | keine | Akın (24.), Erdem (52.), Korkmaz (76.), Göktan (89), Korkmaz (80), Aşık (62.), Şaş (76.), João Batista (76.) |
| 24 | 23. Februar 2002   | Gençlerbirliği Ankara | Ali Sami Yen Stadyumu, Istanbul   | 3:1 (1:1) | 1:0 Erdem (4.), 2:1 Karan (76.), 3:1 Aykut (79.)                                                          | Fleurquín (28.)                                                                                              |
| 25 | 3. März 2002       | Göztepe Izmir         | Atatürk Stadı, Izmir              | 0:2 (0:1) | keine | keine |
| 26 | 9. März 2002       | Beşiktaş Istanbul     | Ali Sami Yen Stadyumu, Istanbul   | 1:0 (0:0) | 1:0 Fleurquín (68.)                                                                                       | Aşık (38.), Fleurquín (68.), Akman (70.), Erdem (77.)                                                        |
| 27 | 23. März 2002      | Bursaspor             | Ali Sami Yen Stadyumu, Istanbul   | 2:1 (1:1) | 1:1 Göktan (36. Foulelfmeter), 2:1 Erdem (52.)                                                            | Niculescu (83.)                                                                                              |
| 28 | 30. März 2002      | Diyarbakırspor        | Atatürk Stadı, Diyarbakır         | 0:0       | keine | Karan (59.), Victoria (88.)                                                                                  |
| 29 | 3. April 2002      | Trabzonspor           | Hüseyin Avni Aker Stadı, Trabzon  | 2:0 (1:0) | 1:0 Erdem (13.), 2:0 Şaş (88.)                                                                            | João Batista (38.), Niculescu (80.)                                                                          |
| 30 | 7. April 2002      | Samsunspor            | 19 Mayıs Stadı, Samsun            | 1:0 (0:0) | 1:0 Niculescu (84.)                                                                                       | Aşık (40.), Victoria (51.), Şaş (60.), Fleurquín (77.), Akman (86.)                                          |
| 31 | 13. April 2002     | İstanbulspor          | Güngören Belediye Stadı, Istanbul | 2:0 (2:0) | 1:0 Akbaş (18. Eigentor), 2:0 Erdem (21. Foulelfmeter)                                                    | Göktan (58.)                                                                                                 |
| 32 | 21. April 2002     | MKE Ankaragücü        | Ali Sami Yen Stadyumu, Istanbul   | 2:0 (1:0) | 1:0 Özsaraç (31. Eigentor), 2:0 Erdem (84. Foulelfmeter)                                                  | Aşık (60.), Korkmaz (83.)                                                                                    |
| 33 | 28. April 2002     | Kocaelispor           | İsmetpaşa Stadyumu, İzmit         | 2:0 (1:0) | 1:0 Şaş (44.), 2:0 Niculescu (88.)                                                                        | Akman (13.), Şaş (41.), Victoria (86.)                                                                       |
| 34 | 4. Mai 2002        | Yimpaş Yozgatspor     | Ali Sami Yen Stadyumu, Istanbul   | 5:0 (2:0) | 1:0 Pérez (31.), 2:0 Niculescu (34.), 3:0 Erdem (56.), 4:0 Pérez (71.), 5:0 Erdem (86.)                   | keine |

### Türkiye Kupası
| Runde         | Datum             | Gegner      | Ort                         | Ergebnis             | Tor(e) für Galatasaray Istanbul | Karte(n) für Galatasaray Istanbul |
| ------------- | ----------------- | ----------- | --------------------------- | -------------------- | ------------------------------- | --------------------------------- |
| 3. Hauptrunde | 27. November 2001 | Erzurumspor | Cemal Gürsel Stadı, Erzurum | 0:1 n. GG (0:0, 0:0) | keine                           | Aşık (19.), Capone (25.)          |

### UEFA Champions League
| Runde                            | Datum              | Gegner              | Ort                              | Ergebnis  | Tor(e) für Galatasaray Istanbul                                  | Karte(n) für Galatasaray Istanbul                                   |
| -------------------------------- | ------------------ | ------------------- | -------------------------------- | --------- | ---------------------------------------------------------------- | ------------------------------------------------------------------- |
| 2. Qualifikationsrunde-Hinspiel  | 25. Juli 2001      | KS Vllaznia Shkodra | Ali Sami Yen Stadyumu, Istanbul  | 2:0 (1:0) | 1:0 Karan (18.), 2:0 Kaya (90.+4')                               | Capone (49.), Korkmaz (5.)                                          |
| 2. Qualifikationsrunde-Rückspiel | 1. August 2001     | KS Vllaznia Shkodra | Qemal-Stafa-Stadion, Tirana      | 4:1 (1:1) | 1:1 Karan (38.), 2:1 Şaş (49.), 3:1 Erdem (73.), 4:1 Aykut (80.) | Ünsal (25.), Popescu (31.)                                          |
| 3. Qualifikationsrunde-Hinspiel  | 8. August 2001     | Lewski Sofia        | Ali Sami Yen Stadyumu, Istanbul  | 2:0 (1:0) | 1:0 Karan (9.), 2:0 Davala (74.)                                 | Kaya (8.), Korkmaz (70.)                                            |
| 3. Qualifikationsrunde-Rückspiel | 22. August 2001    | Lewski Sofia        | Georgi-Asparuchow-Stadion, Sofia | 1:1 (0:0) | 1:0 Aykut (50.)                                                  | Aykut (27.), Göktan (68.), Mondragón                                |
| 1. Gruppenphase                  | 11. September 2001 | Lazio Rom           | Ali Sami Yen Stadyumu, Istanbul  | 1:0 (0:0) | 1:0 Karan (79.)                                                  | keine                                                               |
| 1. Gruppenphase                  | 19. September 2001 | PSV Eindhoven       | GelreDome, Arnheim               | 1:3 (0:1) | 1:2 Karan (68.)                                                  | Korkmaz (22.)                                                       |
| 1. Gruppenphase                  | 26. September 2001 | FC Nantes           | Stade de la Beaujoire, Nantes    | 1:0 (0:0) | 1:0 Yalçın (79.)                                                 | Ünsal (51.), Pérez (53.), Şaş (70.)                                 |
| 1. Gruppenphase                  | 16. Oktober 2001   | FC Nantes           | Ali Sami Yen Stadyumu, Istanbul  | 0:0       | keine                                                            | keine                                                               |
| 1. Gruppenphase                  | 24. Oktober 2001   | Lazio Rom           | Olympiastadion, Rom              | 0:1 (0:0) | keine                                                            | keine                                                               |
| 1. Gruppenphase                  | 30. Oktober 2001   | PSV Eindhoven       | Ali Sami Yen Stadyumu, Istanbul  | 2:0 (1:0) | 1:0 Yalçın (26.), 2:0 Erdem (49.)                                | Aşık (14.), Fleurquín (16.), Şaş (86.)                              |
| 2. Gruppenphase                  | 20. November 2001  | AS Rom              | Ali Sami Yen Stadyumu, Istanbul  | 1:1 (1:0) | 1:0 Pérez (22.)                                                  | Aşık (45.), Karan (72.), Capone (86.), Şaş (90.+4')                 |
| 2. Gruppenphase                  | 5. Dezember 2001   | FC Barcelona        | Camp Nou, Barcelona              | 2:2 (2:0) | 1:0 Karan (5.), 2:0 Fleurquín (41.)                              | Akman (24.), Ünsal (54.), Karan (64.), Capone (62.), Ünsal (90.+1') |
| 2. Gruppenphase                  | 20. Februar 2002   | FC Liverpool        | Anfield, Liverpool               | 0:0       | keine                                                            | Aşık (39.), Fleurquín (45.+2'), Karan (57.), Akın (77.)             |
| 2. Gruppenphase                  | 26. Februar 2002   | FC Liverpool        | Ali Sami Yen Stadyumu, Istanbul  | 1:1 (0:0) | 1:0 Niculescu (71.)                                              | Victoria (89.), Korkmaz (90.)                                       |
| 2. Gruppenphase                  | 13. März 2002      | AS Rom              | Olympiastadion, Rom              | 1:1 (1:0) | 1:0 Karan (44.)                                                  | Şaş (28.), Pérez (65.)                                              |
| 2. Gruppenphase                  | 7. März 2002       | FC Barcelona        | Ali Sami Yen Stadyumu, Istanbul  | 0:1 (0:0) | keine                                                            | Niculescu (86.)                                                     |

## Statistiken

### Teamstatistik
| Wettbewerb            | Punkte | daheim | daheim | daheim | daheim | daheim | auswärts | auswärts | auswärts | auswärts | auswärts | Gesamt | Gesamt | Gesamt | Gesamt | Gesamt | Tordifferenz |
| Wettbewerb            | Punkte | Sp     | S      | U      | N      | TV     | Sp       | S        | U        | N        | TV       | Sp     | S      | U      | N      | TV     | Tordifferenz |
| --------------------- | ------ | ------ | ------ | ------ | ------ | ------ | -------- | -------- | -------- | -------- | -------- | ------ | ------ | ------ | ------ | ------ | ------------ |
| Süper Lig             | 78     | 17     | 17     | 0      | 0      | 48:9   | 17       | 7        | 6        | 4        | 27:22    | 34     | 24     | 6      | 4      | 75:31  | +44          |
| Türkiye Kupası        | –      | 0      | 0      | 0      | 0      | 0:0    | 1        | 0        | 0        | 1        | 0:1      | 1      | 0      | 0      | 1      | 0:1    | −1           |
| UEFA Champions League | –      | 8      | 4      | 3      | 1      | 9:4    | 8        | 2        | 4        | 2        | 10:9     | 16     | 6      | 7      | 3      | 19:13  | +6           |
| Gesamt                | 78     | 25     | 21     | 3      | 1      | 57:13  | 26       | 9        | 10       | 7        | 37:32    | 51     | 30     | 13     | 8      | 94:45  | +49          |

### Saisonverlauf
| Spieltag | 1 | 2 | 3 | 4 | 5 | 6 | 7 | 8 | 9 | 10 | 11 | 12 | 13 | 14 | 15 | 16 | 17 | 18 | 19 | 20 | 21 | 22 | 23 | 24 | 25 | 26 | 27 | 28 | 29 | 30 | 31 | 32 | 33 | 34 |
| -------- | - | - | - | - | - | - | - | - | - | -- | -- | -- | -- | -- | -- | -- | -- | -- | -- | -- | -- | -- | -- | -- | -- | -- | -- | -- | -- | -- | -- | -- | -- | -- |
| Spielort | A | H | A | H | A | H | A | H | A | H  | A  | H  | H  | H  | A  | H  | A  | H  | A  | H  | A  | H  | A  | H  | A  | H  | A  | H  | A  | A  | A  | H  | A  | H  |
| Resultat | U | S | S | S | S | S | S | S | U | S  | N  | S  | S  | S  | N  | S  | U  | S  | U  | S  | U  | S  | N  | S  | N  | S  | S  | S  | U  | S  | S  | S  | S  | S  |
| Platz    | 7 | 6 | 4 | 1 | 1 | 1 | 1 | 1 | 1 | 1  | 1  | 1  | 1  | 1  | 1  | 1  | 1  | 1  | 1  | 1  | 1  | 1  | 1  | 1  | 2  | 1  | 1  | 1  | 1  | 1  | 1  | 1  | 1  | 1  |

Quelle: https://www.weltfussball.de/spielplan/tur-sueperlig-2001-2002
Legende: Spielort: H = Heim; A = Auswärts. Resultat: S = Sieg; U = Unentschieden; N = Niederlage

### Spielerstatistiken
| Spieler          | Süper Lig | Süper Lig | Süper Lig   | Süper Lig  | Türkiye Kupası | Türkiye Kupası | Türkiye Kupası | Türkiye Kupası | UEFA Champions League | UEFA Champions League | UEFA Champions League | UEFA Champions League | Total    | Total | Total       | Total      |
| Spieler          | Einsätze  | Tore      | Gelbe Karte | Rote Karte | Einsätze       | Tore           | Gelbe Karte    | Rote Karte     | Einsätze              | Tore                  | Gelbe Karte           | Rote Karte            | Einsätze | Tore  | Gelbe Karte | Rote Karte |
| ---------------- | --------- | --------- | ----------- | ---------- | -------------- | -------------- | -------------- | -------------- | --------------------- | --------------------- | --------------------- | --------------------- | -------- | ----- | ----------- | ---------- |
| Bülent Akın      | 17        | 2         | 6           | 0          | 1              | 0              | 0              | 0              | 11                    | 0                     | 1                     | 0                     | 29       | 2     | 7           | 0          |
| Ayhan Akman      | 23        | 0         | 5           | 0          | 1              | 0              | 0              | 0              | 6                     | 0                     | 1                     | 0                     | 30       | 0     | 6           | 0          |
| Emre Aşık        | 27        | 0         | 8           | 2          | 1              | 0              | 1              | 0              | 12                    | 0                     | 3                     | 0                     | 40       | 0     | 12          | 2          |
| Faruk Atalay     | 3         | 0         | 0           | 0          | 1              | 0              | 0              | 0              | 0                     | 0                     | 0                     | 0                     | 4        | 0     | 0           | 0          |
| Serkan Aykut     | 21        | 9         | 0           | 0          | 1              | 0              | 0              | 0              | 8                     | 2                     | 1                     | 0                     | 30       | 11    | 1           | 0          |
| Mehmet Bölükbaşı | 0         | 0         | 0           | 0          | 0              | 0              | 0              | 0              | 0                     | 0                     | 0                     | 0                     | 0        | 0     | 0           | 0          |
| Capone           | 26        | 0         | 1           | 0          | 1              | 0              | 1              | 0              | 11                    | 0                     | 2                     | 1                     | 38       | 0     | 4           | 1          |
| Ümit Davala      | 3         | 2         | 0           | 0          | 0              | 0              | 0              | 0              | 5                     | 1                     | 0                     | 0                     | 8        | 3     | 0           | 0          |
| Arif Erdem       | 32        | 21        | 6           | 0          | 0              | 0              | 0              | 0              | 13                    | 2                     | 0                     | 0                     | 45       | 23    | 6           | 0          |
| Andrés Fleurquín | 18        | 2         | 7           | 0          | 1              | 0              | 0              | 0              | 10                    | 1                     | 2                     | 0                     | 29       | 3     | 9           | 0          |
| Berkant Göktan   | 21        | 5         | 4           | 0          | 0              | 0              | 0              | 0              | 9                     | 0                     | 1                     | 0                     | 30       | 5     | 5           | 0          |
| Jersson González | 0         | 0         | 0           | 0          | 0              | 0              | 0              | 0              | 0                     | 0                     | 0                     | 0                     | 0        | 0     | 0           | 0          |
| Pavel Horváth    | 3         | 0         | 0           | 0          | 0              | 0              | 0              | 0              | 0                     | 0                     | 0                     | 0                     | 3        | 0     | 0           | 0          |
| Kerem İnan       | 6         | 0         | 1           | 0          | 1              | 0              | 0              | 0              | 1                     | 0                     | 0                     | 0                     | 8        | 0     | 1           | 0          |
| Vedat İnceefe    | 11        | 1         | 0           | 0          | 0              | 0              | 0              | 0              | 3                     | 0                     | 0                     | 0                     | 14       | 1     | 0           | 0          |
| João Batista     | 16        | 1         | 1           | 1          | 0              | 0              | 0              | 0              | 0                     | 0                     | 0                     | 0                     | 16       | 1     | 1           | 1          |
| Ümit Karan       | 28        | 7         | 2           | 0          | 1              | 0              | 0              | 0              | 14                    | 7                     | 3                     | 0                     | 43       | 14    | 5           | 0          |
| Suat Kaya        | 19        | 1         | 1           | 1          | 0              | 0              | 0              | 0              | 12                    | 1                     | 1                     | 0                     | 31       | 2     | 2           | 1          |
| Bülent Korkmaz   | 26        | 3         | 5           | 2          | 0              | 0              | 0              | 0              | 12                    | 0                     | 4                     | 0                     | 38       | 3     | 9           | 2          |
| Faryd Mondragón  | 28        | 0         | 3           | 0          | 0              | 0              | 0              | 0              | 15                    | 0                     | 1                     | 0                     | 43       | 0     | 4           | 0          |
| Mbo Mpenza       | 0         | 0         | 0           | 0          | 0              | 0              | 0              | 0              | 0                     | 0                     | 0                     | 0                     | 0        | 0     | 0           | 0          |
| Erhan Namlı      | 3         | 0         | 0           | 0          | 1              | 0              | 0              | 0              | 0                     | 0                     | 0                     | 0                     | 4        | 0     | 0           | 0          |
| Radu Niculescu   | 9         | 3         | 2           | 0          | 0              | 0              | 0              | 0              | 4                     | 1                     | 1                     | 0                     | 13       | 4     | 3           | 0          |
| Ergün Penbe      | 31        | 1         | 1           | 0          | 1              | 0              | 0              | 0              | 15                    | 0                     | 0                     | 0                     | 47       | 1     | 1           | 0          |
| Sébastien Pérez  | 18        | 3         | 5           | 1          | 1              | 0              | 0              | 0              | 14                    | 1                     | 2                     | 0                     | 33       | 4     | 7           | 1          |
| Gheorghe Popescu | 1         | 0         | 0           | 0          | 0              | 0              | 0              | 0              | 3                     | 0                     | 1                     | 0                     | 4        | 0     | 1           | 0          |
| Sabri Sarıoğlu   | 0         | 0         | 0           | 0          | 0              | 0              | 0              | 0              | 0                     | 0                     | 0                     | 0                     | 0        | 0     | 0           | 0          |
| Hasan Şaş        | 27        | 2         | 3           | 1          | 1              | 0              | 0              | 0              | 15                    | 1                     | 4                     | 0                     | 43       | 3     | 7           | 1          |
| Murat Sözkesen   | 7         | 1         | 0           | 0          | 0              | 0              | 0              | 0              | 1                     | 0                     | 0                     | 0                     | 8        | 1     | 0           | 0          |
| Robert Špehar    | 1         | 0         | 0           | 0          | 0              | 0              | 0              | 0              | 0                     | 0                     | 0                     | 0                     | 1        | 0     | 0           | 0          |
| Hakan Ünsal      | 8         | 0         | 1           | 0          | 0              | 0              | 0              | 0              | 8                     | 0                     | 3                     | 1                     | 16       | 0     | 4           | 1          |
| Gustavo Victoria | 21        | 1         | 3           | 0          | 1              | 0              | 0              | 0              | 6                     | 0                     | 1                     | 0                     | 28       | 1     | 4           | 0          |
| Sergen Yalçın    | 18        | 7         | 3           | 0          | 0              | 0              | 0              | 0              | 9                     | 2                     | 0                     | 0                     | 27       | 9     | 3           | 0          |